# Gateway to Hell 2
Gateway to Hell 2 è un disco tributo agli Slayer.

## I Brani
1. Chemical Warfare - Perverseraph
2. Kill Again - Angel Corpse
3. Evil Has No Boundaries - Sanctorum
4. Postmortem - Hate
5. Hardening Of The Arteries - Nocturne
6. Hell Awaits - Incantation
7. Fight Till Death - Black Witchery
8. Crionics - Abicor
9. Haunting The Chapel - Equinox
10. Metalstorm/Face The Slayer - The Chasm
11. Black Magic - Thy Infernal
12. Tormentor - Mystifier
13. Jesus Saves - Cephalic Carnace
14. Mandatory Suicide - Enter Self
15. Piece By Piece - Messe Noir